# Les Parents terribles
Les Parents terribles é um filme francês de 1948 escrito e dirigido por Jean Cocteau, que adaptou para o cinema peça teatral própria homônima. Cocteau usou o mesmo elenco que conseguira êxito nos palcos de Paris em 1946 quando do relançamento do espetáculo. Em inglês ficou conhecido também com o título The Storm Within. A peça teve outra adaptação, feita para a TV francesa em 1980, dessa vez com Jean Marais no papel de Georges.

## Elenco
- Jean Marais...Michel
- Josette Day...Madeleine
- Yvonne de Bray...Yvonne ("Sophie")
- Marcel André...Georges
- Gabrielle Dorziat...Léonie ("Léo")
- Jean Cocteau...Narrador (voz, não creditado)

## Bastidores
A peça de Cocteau Les Parents terribles foi apresentada pela primeira vez em Paris em 1938, mas as temporadas sofreram com várias atribulações, primeiro pela ação da censura e depois devido a Guerra. Em 1946 foi relançada com uma produção que apresentava muitos atores que Cocteau originariamente pensara para os papeis, principalmente o trio formado por Yvonne de Bray, Gabrielle Dorziat e Jean Marais. Cocteau disse que escolheu filmar essa peça por várias razões: "Primeiro, para deixar gravado as atuações de atores incomparaveis; segundo, poder se misturar e ver as faces deles de perto enquanto representavam, ao invés de distante do palco. "Eu queria olhar pelo buraco da fechadura e surprendê-los com as lentes de cinema", disse.

## Sinopse
Em um enorme apartamento o casal de meia-idade Yvonne e Georges mora com o filho deles de 22 anos de idade, Michel. Com eles vive a irmã de Yvonne, Léonie ("Léo"), que fora namorada de Georges antes dele trocá-la por Yvonne e se casar com ela. Yvonne é uma reclusa semi-inválida, dependente de insulina, com um amor possessivo pelo filho (que a chama de "Sophie", demonstrando também grande afeição por ela); Georges é deixado de lado e se distrai trabalhando em invenções excêntricas. Quem acaba por manter uma certa ordem familiar é Léo que descreve a moradia como uma tenda cigana ("la roulotte"). Certo dia Michel chega em casa e avisa que se apaixonou por uma jovem de 25 anos, Madeleine. Isso causa grande hostilidade em seus pais, principalmente por parte de Georges que percebe que Madeleine é a mulher que se tornara sua amante meses antes. Ele confessa a Leo sobre o problema e a mulher decide ajudá-lo num plano para forçar Madeleine a deixar Michel, o que também conta com o apoio de Yvonne que não quer perder as atenções do filho.

## Produção
Cocteau tomou a importande decisão de fazer com que o filme fosse fiel a peça, sem desvios para a adaptação (como ele tinha aceitado fazer antes em L'Aigle à deux têtes).  Não foram escritos diálogos adicionais mas houve podas no texto teatral, para maior concentração dramática . Ele contudo reiventou a forma da atuação teatral para o cinema, utilizando-se corajosamente e com frequência, de grandes close-ups dos atores. E aproveitou bastante a câmera móvel que vagava pelos diferentes cômodos do apartamento, enfatizando a atmosfera claustrofóbica do cenário . A mudança do teatro para o cinema foi um desafio apreciado por Cocteau. Ele escreveu: "O que é excitante no cinema é que não existe a sintaxe. Você tem que inventar uma a medida que os problemas aparecem. Que liberdade para os artistas e que resultados se pode conseguir!" .
Outra significativa contribuição para a atmosfera do filme foi dada pela direção artística de Christian Bérard que preencheu os espaços do apartamento com objetos e peças decorativas - móveis pesados e estranhos, pilhas de enfeites e ornamentos, quadros tortos nas paredes, roupas amontoadas, camas desfeitas e muita poeira - que demonstravam o modo que viviam os personagens .
Cocteau, contudo, refutou alguns críticos que consideraram o filme como realista, alegando que nunca conhecera uma família como a que mostrara, e insistia que foi uma "pintura daquelas de tipo mais imaginativo" .
As filmagens foram realizadas entre 28 de abril e 3 de julho de 1948 no Estudio Francœur. O assistente de direção de Cocteau foi Raymond Leboursier, que foi auxiliado por Claude Pinoteau (não creditado).
No momento da filmagem da cena final (quando o apartamento vai sendo deixado à distância), alguns trancos da câmera deixaram a imagem tremida. Apesar da cena ter sido refilmada, Cocteau viu uma virtude no problema e preferiu ficar com a cena original, adicionando o rangido de rodas de carruagem acompanhado de algumas palavras (ditas por ele mesmo) para sugerir um efeito deliberado: "E a caravana continua em seu caminho. Os ciganos não param". ["Et la roulotte continuait sa route. Les romanichels ne s'arrêtent pas."].

## Recepção dos críticos
Após a estreia do filme na França em dezembro de 1948, a crítica especializada foi esmagadoramente favorável a Cocteau que foi repetidamente congratulado por ter conseguido um filme original a partir de uma peça teatral: por exemplo "Isto é que é conhecido como puro cinema...A correspondência entre imagem e texto nunca fora tão completa, tão convincente" .  
André Bazin escreveu uma resenha detalhada do filme tomando como base a ideia do "puro cinema" e analisou a forma como Cocteau tinha conseguido ser bem-sucedido ao criar a partir de um material dos mais anti-cinematográfico imagináveis. Bazin aponta três pontos que permitiram essa transição: Primeiro, a confiança e a harmonia existente entre os atores, que atuaram juntos com os mesmos papeis antes e muitas vezes no palco, hábeis para fazer dos personagens uma segunda natureza própria que lhes permitissem conseguir manter a intensidade das atuações mesmo com a fragmentação característica do processo de filmagem. Segundo, Cocteau demonstra liberdade incomum nas escolhas das posições e movimentos da câmera, raramente recorrendo ao convencional uso dos ângulos inversos para as cenas de diálogos, preferindo introduzir close-ups ou filmagens de longe com mão segura que nunca perturba o andamento da cena; o espectador é sempre colocado na posição de testemunha da ação (como na plateia do teatro) e não um participante, assim como um voyeur, graças a intimidade conseguida com o "olhar" da câmara. Terceiro, Bazin nota a sutileza psicológica de Cocteau na escolha das posições da câmera para dar respostas ao seu "espectador ideal". Ele cita como exemplo a cena em que Michel conta a Yvonne sobre a moça que ama: os rostos são colocados um sobre o outro e ambos voltados para a audiência, assim como no palco; mas no filme Cocteau usa um close-up que mostra apenas os olhos de Yvonne em baixo e a boca falando de Michel, em cima, concentrando a imagem para um grande impacto emocional. Em todos esses aspectos, a teatralidade da peça não só foi preservada mas intensificada .
O proprio Cocteau considerava Les Parents terribles como seu melhor filme, do ponto de vista da técnica utilizada . Essa opinião é frequentemente endossada por críticos e historiadores de cinema .